# Skutskär, Korsholm
Skutskär är en ö i Finland. Den ligger i Norra kvarken och i kommunen Korsholm i den ekonomiska regionen  Vasa i landskapet Österbotten, i den västra delen av landet. Ön ligger omkring 15 kilometer norr om Vasa och omkring 380 kilometer nordväst om Helsingfors.
Öns area är 17,3 hektar och dess största längd är 1 kilometer i nord-sydlig riktning.